# Sorelle della Sacra Famiglia
Le Sorelle della Sacra Famiglia sono un istituto religioso femminile di diritto pontificio: le suore di questa congregazione pospongono al loro nome la sigla S.S.F.

## Storia
La congregazione venne fondata da Leopoldina Naudet (1773-1834): dopo aver istituito le Dilette di Gesù e aver collaborato con Maddalena di Canossa all'organizzazione delle Figlie della Carità, il 9 novembre 1816 diede inizio a Verona a una nuova famiglia religiosa specialmente dedicata alla preghiera contemplativa e all'educazione delle giovani nobili.
Le Sorelle della Sacra Famiglia si dedicavano all'educazione delle nobili convittrici, alla preparazione delle fanciulle esterne alla prima Comunione e crearono presso il loro convento una casa per ritiri per donne. Dopo l'annessione del Veneto al Regno d'Italia (1866) la congregazione venne soppressa: sopravvisse abbandonando la vita claustrale e dividendosi in piccole comunità, iniziando a dedicarsi al servizio in asili, scuole, orfanotrofi e oratori.
La congregazione venne riconosciuta di diritto pontificio il 20 dicembre 1833 e le sue costituzioni ricevettero l'approvazione della Santa Sede l'8 settembre 1948; diffusa essenzialmente in Italia, la prima filiale all'estero venne aperta nel 1986 in Brasile.

## Attività e diffusione
Le Sorelle della Sacra Famiglia si dedicano principalmente all'istruzione e all'educazione cristiana della gioventù.
Oltre che in Italia, sono presenti in Brasile, Mozambico e nelle Filippine; la casa generalizia è a Verona.
Al 31 dicembre 2008 la congregazione contava 97 religiose in 26 case.